# Aeroportul Internațional Norfolk
Aeroportul Internațional Norfolk (IATA: ORF, ICAO: KORF, FAA LID: ORF) este un aeroport din Virginia, Statele Unite ale Americii ce deservește zona Hampton Roads⁠(d). Aeroportul a fost tranzitat în 2023 de 4.552.582 de pasageri. A fost deschis în 1938.
Situat la o altitudine de 8 m, aeroportul dispune de 2 piste.

## Infrastructură

### Piste
Aeroportul dispune de 2 piste. Pista 05/23 are dimensiunile 9.001 picioare × 150 picioare. Pista 14/32 are suprafața de asfalt și dimensiunile 4.875 picioare × 150 picioare. 